# You Are the Sunshine of My Life
«You Are the Sunshine of My Life» — песня Стиви Уандера, вышедшая в альбоме Talking Book в 1972 году, а также изданная в виде сингла. В мае 1973 года песня поднялась на первую строчку хит-парада Billboard Hot 100.
В 2002 году сингл Стиви Уандера с этой песней (вышедший в 1973 году на лейбле Tamla) был принят в Зал славы премии «Грэмми».
Кроме того, в 2004 году журнал Rolling Stone поместил песню «You Are the Sunshine of My Life» в исполнении Стиви Уандера на 281 место своего списка «500 величайших песен всех времён». В списке 2011 года песня находится на 287 месте.

## Позиции в хит-парадах
Годовые чарты:
| Год  | Чарт                                       | Позиция |
| ---- | ------------------------------------------ | ------- |
| 1973 | Канада (RPM Year-End)                      | 64      |
| 1973 | США (Billboard Top Easy Listening Singles) | 9       |